# Tajpalatset
Tajpalatset var ett palats i Bagdad i Irak. Det fungerade som ett huvudresidens för abbasiderna från början av 900-talet till 1200-talet.
I andra hälften av 800-talet hade abbasiderna föredragit att bo i Samarra. När de återvände till Bagdad vid sekelskiftet 900, började de uppföra Tajpalatset, som kom att ersätta Hasanipalatset under 900-talet. Palatset expanderade och utökades kraftigt under 1000- och 1100-talen. 
Det första palatset träffades av blixten och brann ned år 1154. Det återuppfördes och stod klart under 1200-talet. 